# Erasmus Darwin Leavitt
Erasmus Darwin Leavitt noto anche come E.D. Leavitt (Lowell, 27 ottobre 1836 – 11 marzo 1916) è stato un ingegnere meccanico e inventore statunitense noto per i suoi progetti di motore a vapore.

## Biografia
Leavitt era nato a Lowell, nel Massachusetts, da Erasmus Darwin Leavitt Sr., originario della Cornovaglia, nel New Hampshire e Almina (Fay) Leavitt. Si diplomò alle scuole locali all'età di 16 anni e svolse un apprendistato di 3 anni presso la Lowell Manufacturing Company.
Dopo il suo apprendistato lavorò per un anno presso lo studio di ingegneria di Corliss & Nightingale a Providence, Rhode Island, prima di tornare a Boston, dove divenne assistente caposquadra per Harrison Loring. In questo ruolo progettò il motore a vapore per la USS Hartford. Tornò a Providence, questa volta come capo disegnatore per Thurston, Gardner & Company, costruttori di macchine a vapore.
Durante la guerra civile, prestò servizio, prima a bordo della USS Sagamore, poi in ruoli di costruzione a Baltimora, Boston e Brooklyn, e infine come istruttore di ingegneria a vapore presso l' Accademia navale degli Stati Uniti. Nel 1867 si dimise dalla cattedra per diventare ingegnere consulente.
Leavitt era un membro della American Academy of Arts and Sciences, e membro fondatore della American Society of Mechanical Engineers, della quale fu vice presidente e poi presidente nel 1883. Nel 1884 ricevette il primo dottorato honoris causa in ingegneria concesso dallo Stevens Institute of Technology.
Risiedeva a Cambridge, Massachusetts. Lui e sua moglie, Elizabeth Pettit, figlia del progettista di locomotive di Filadelfia William Pettit, ebbero cinque figli: Mary Alford, Hart Hooker, Margaret Almira, Harriet Sherman e Annie Louise. L'astronoma Henrietta Swan Leavitt era sua nipote.

## Opere

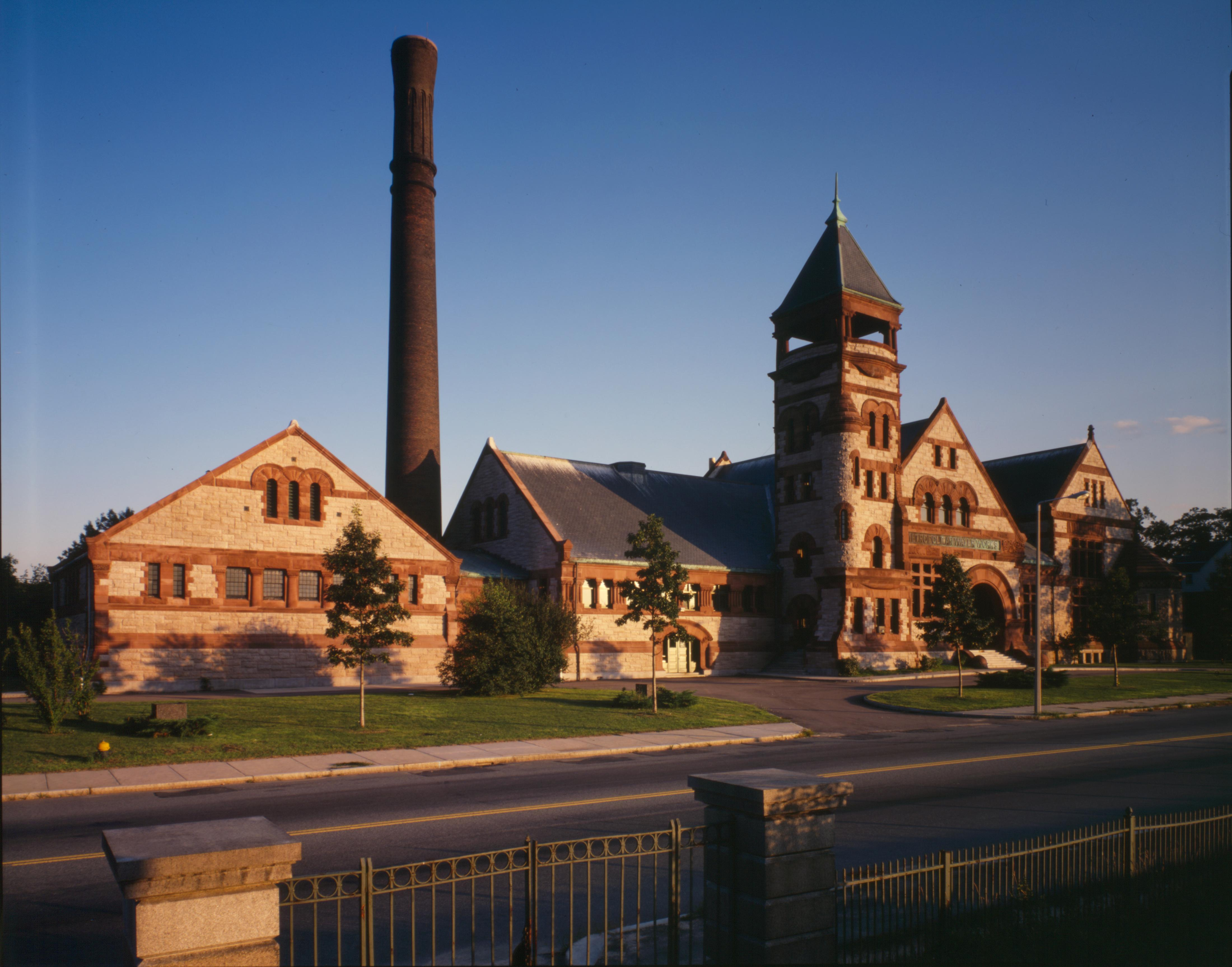
Chestnut Hill, Mass., Stazione di pompaggio.

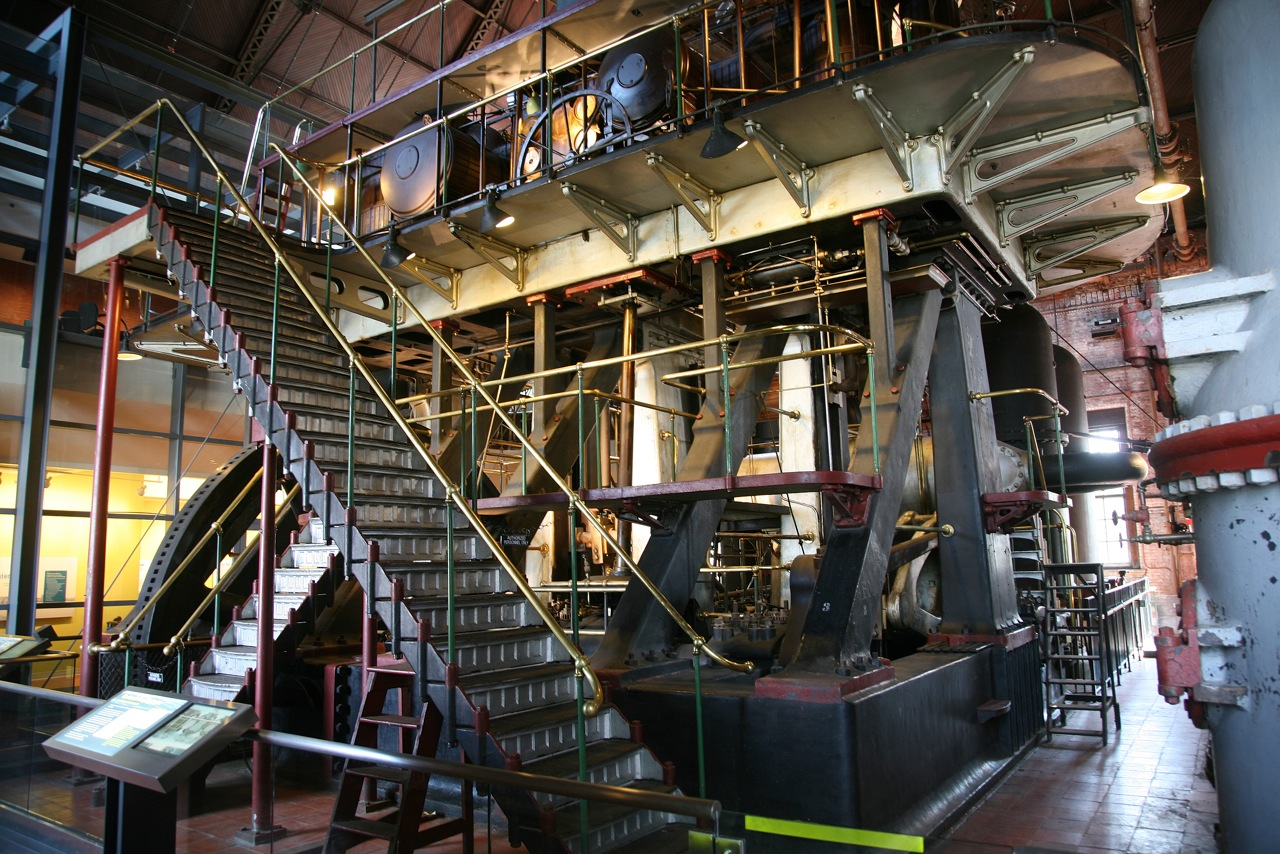
Leavitt-Riedler Pumping Engine progettato da Leavitt presso la stazione di pompaggio ad alto servizio di Chestnut Hill

Leavitt raggiunse per la prima volta la fama professionale nel 1873 per il suo progetto di un nuovo motore di pompaggio. Dal 1874 al 1904 lavorò come consulente tecnico per la Calumet e Hecla Mining Company, per la quale progettò più di 40 tipi di motori per una varietà di usi per le miniere del Michigan della società. Ogni enorme motore a vapore stazionario aveva un nome, proprio come una locomotiva a vapore o una nave, con nomi che includevano Arcadia, Chippewa, Frontenac, Mackinac, Marquette e Superior.
Progettò anche pompe per diversi sistemi idrici municipali, compresi quelli di Louisville, nel Kentucky e Boston dove un suo motore di pompaggio è conservato nel Museo dell'acquedotto di Chestnut Hill; progettò inoltre la fonte di energia per una fucina idraulica presso la Bethlehem Steel Company.

## Brevetti
- US 129240 A, Miglioramento dei motori di pompaggio del vapore, 1872
- US 283261 A , 1883
- US 380330 A, pompa , 1887-88
- US 402256 A, Cilindro a vapore per motori a vapore , 1888-89
- US 402257 A, motore di sollevamento , 1888-89